# Estádio Pequizão
O Estádio Municipal Zofir Brasil, conhecido como Pequizão, localiza-se no município baiano de Rio de Contas e possui capacidade para 1.800 espectadores.